# 圆 (货币单位)
圓，中文中常取同音字簡寫為元，东亚多地使用或曾使用的货币单位，源自于銀圓的“圆形”，中国大陆、香港、澳门、台湾和新加坡现行货币的基本单位均为「圓/元」，而日本的货币基本单位為的新字体，朝鲜及韩国的“ won”也源於字。此外，「圓/元」也被用作包括英語“Dollar”在内的多种货币单位的中文翻譯。

## 起源与发展

### 历史背景
受中国影响，近代汉字文化圈的日本、朝鲜、越南等国也主要使用银两和铜钱两个体系的货币。银两多用于大宗交易，为称量货币，以“两”为基本计量单位；铜钱则计数使用，以“文”为基本计数单位。
随着欧洲的地理大发现，葡萄牙、西班牙、英国等欧洲国家开始大幅加强与东亚各国的贸易。工业革命后，高效率的机器生产被用于西方的货币制造，大量成色划一、重量相同、形制整齐、图案精美、可计枚使用的银币被大批量的生产出来。同时，这些银币，也就是所谓的银元，也随着西方的贸易船舶被源源不断地带到东方。清朝时期，中国所用银两的铸造、发行和管理均无统一的部门负责，不仅无一定的重量，形制、成色也不统一，使用过程中存在种种不便。银元传入中国后对中国的银两制度产生了巨大的冲击。
18世纪下半叶，西方银币开始大量流入中国，而且流入的银元种类繁多，其中影响最大的前期为西班牙的“本洋”，后期为墨西哥的“鹰洋”，两种银元均铸造于北美洲的墨西哥，前者制作时墨西哥为西班牙的殖民地。
在日本，随着黑船來航，日本在与美国缔结神奈川條約后打开国门放弃锁国，因日本国内外金银比价不同，白银不断流失，同时大量墨西哥银圆流入日本。

### 早期记载
成书于乾隆五十二年（1787年）的《清朝文献通考》中《钱币考四》的乾隆十年条有“闽、粤之人称为番钱。凡荷兰、佛郎机诸国商船所载，每以数千万元计”。
《大清高宗纯皇帝实录》第一三四五卷记载，乾隆五十四年（1789年），闽浙总督觉罗伍拉纳等上奏提到渡台船费时，曾使用“圆”作为“番银”的单位。
沈复著于嘉庆十三年（1808年）的《浮生六记》中，曾多次以“圆”作为“番银”或“银饼”的单位，如书中提到其25岁时（1787年到1788年间）盐商程虚谷在徽州绩溪的一座寺院设宴“临行以番银二圆为酬，山僧不识，推不受”，刚过完30岁时在广州招妓，嫖资为“番银四圆而已”。

### 早期碑记
| 年代                 | 碑记位置                               | 说明                                                                                 | 信息来源 |
| -------------------- | -------------------------------------- | ------------------------------------------------------------------------------------ | -------- |
| 乾隆五十年（1786年） | 福建省漳州市龙海市白水镇金鳌村杨氏祠堂 | 捐修碑记，其中所记录的捐款均为“番银”若干“大元”，甚至区分了“佛头银”、“马剑”等银圆版别 | [ 4 ]    |
| 嘉庆六年（1801年）   | 福建省漳州市芗城区官园威惠庙           | 捐修碑记，捐款全部为银元，其中部分还涉及角币                                         | [ 4 ]    |
| 道光九年（1829年）   | 福建省漳州市南靖县山城镇兴仁宫         | 《鼎建兴仁宫碑记》，捐款均以“捐银XX元（XX角）”记录                                   | [ 4 ]    |
| 光绪十五年（1889年)  | 福建省漳州市芗城区官园威惠庙附近大庙   | 捐修碑记，捐款均以“捐艮XX元（XX角）”记录                                             | [ 4 ]    |

## 各地现状
| 国家/地区 | 货币上使用            | 货币符号 | 别称及说明                                                                                        | 备注         |
| --------- | --------------------- | -------- | ------------------------------------------------------------------------------------------------- | ------------ |
| 中国大陆  | 纸币：圆 硬币：元     | ¥        | 普通话、吴语口语中称“元”为“块”，粤语口语中称“元”为“蚊”                                            |              |
| 香港      | 纸幣：圓、元 硬幣：圓 | $        | 政府场合等一般称作“港元”，粤语口语中称“元”为“蚊”                                                  | 源于Dollar   |
| 澳門      | 圓                    | $        | 政府场合等一般称作“澳門元”，坊间俗称“葡纸”，粤语口语中称“元”为“蚊”                                | 源于Pataca   |
| 臺灣      | 圓                    | $        | 台灣閩南語中称“圓”为“箍”（台灣閩南語發音：Khoo） 臺灣客家語中稱“圓”為“个” | 英文称Dollar |
| 新加坡    | 元                    | $        | 华语、福建话口语中称“元”为“块”                                                                    | 源于Dollar   |
| 日本      | 円                    | ¥        | “円”（えん/en）是“”的新字体，在日语中不将日元单位称为“元”（げん/gen），因為讀音不同               |              |
|           |                       | ₩        |                                                                                                   |              |
|           |                       | ₩        |                                                                                                   |              |
| 蒙古国    | （图格里克）          | ₮        | “图格里克”在蒙古语中意为“圆”                                                                      |              |